# 3219 Комакі
3219 Комакі (3219 Komaki) — астероїд головного поясу, відкритий 4 лютого 1934 року.
Тіссеранів параметр щодо Юпітера — 3,215.